# مونو ساکاگوچی
مونو ساکاگوچی بازیکن زن فوتبال جهان

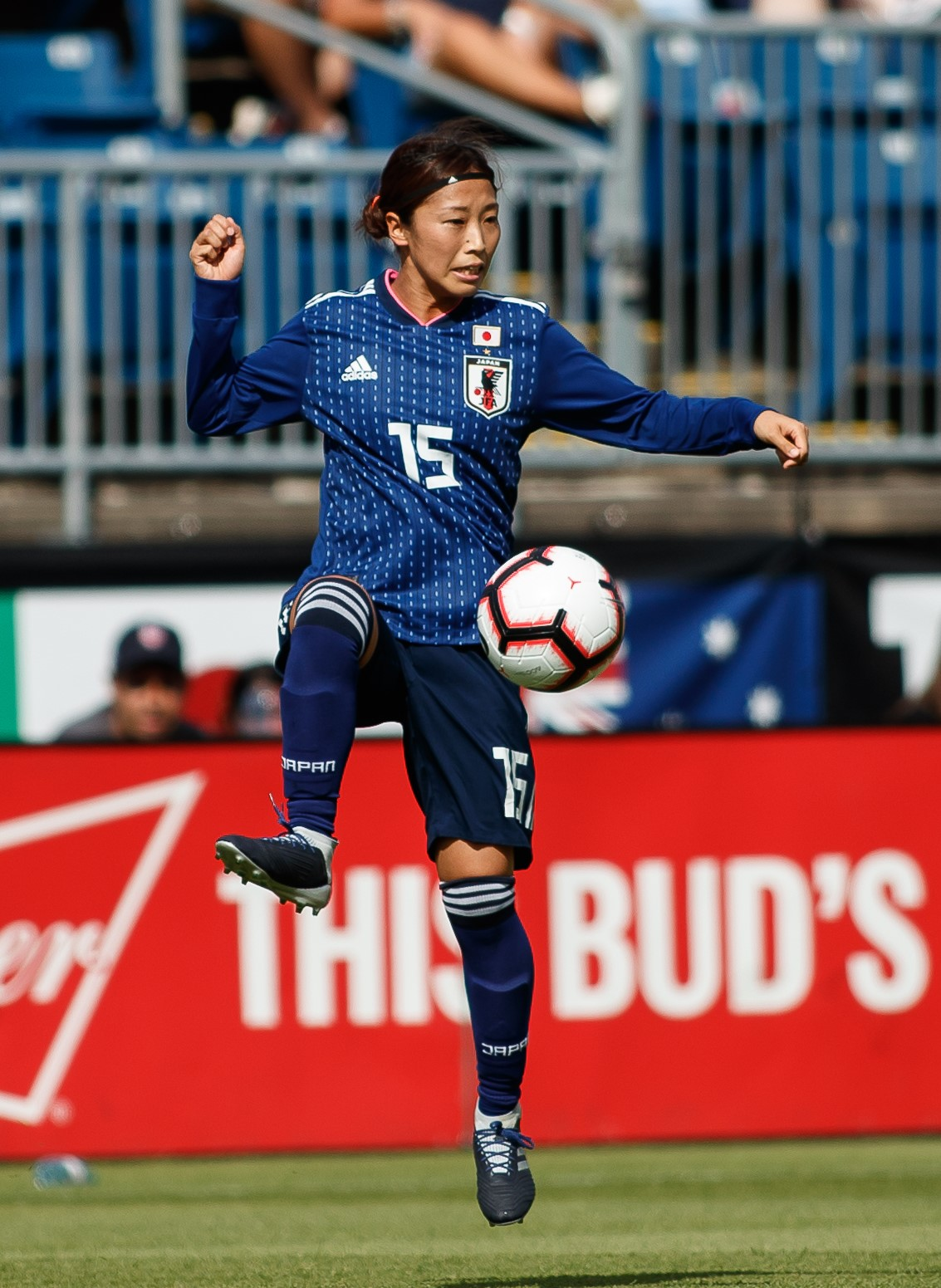
مونو ساکاگوچی بازیکن زن فوتبال ژاپن

مونو ساکاگوچی (انگلیسی: Moeno Sakaguchi؛ زادهٔ ۴ ژوئن ۱۹۹۲) بازیکن فوتبال اهل ژاپن است که در تیم ملی فوتبال زنان ژاپن بازی کرده‌است.